# Kropptjärnen (Älvdalens socken, Dalarna, 678273-138677)
Kropptjärnen är en sjö i Älvdalens kommun i Dalarna och ingår i Dalälvens huvudavrinningsområde.